# Метциг, Курт
Курт Ме́тциг Лио́н (нем. Kurt Maetzig Lyon; 25 января 1911, Берлин — 8 августа 2012, Боллевик) — немецкий кинорежиссёр, сценарист, оператор и педагог. Член Академии искусств ГДР.

## Биография
Изучал юриспруденцию в Сорбонне. С 1932 года работал на киностудии помощником киномеханика, осветителем, оператором анимационных фильмов. В 1935 году окончил Высшую техническую школу в Мюнхене и начал работать на студии «Радиус». В том же 1935 году из-за еврейского происхождения матери Имперская кинопалата запретила Метцигу работать в кино. Будучи дипломированным специалистом (диссертация «Учёт на кинокопировальной фабрике»), работал в области производства и реализации фото- и кинотехники. С 1945 года — в Советской зоне оккупации Германии. Занимается воссозданием кинопроката и дубляжом картин. В 1946 году совместно с режиссёрами Златаном Дудовым, Вольфгангом Штаудте и Фридрихом Вольфом стал одним из создателей киностудии «ДЕФА». Режиссурой стал заниматься сначала как документалист. В игровом кино дебютировал в 1947 году («Брак в тени»). Создатель культовой дилогии об Эрнсте Тельмане. Один из основателей, первый ректор (1954—1964), а с 1955 года — профессор Высшей киношколы (ныне Высшая школа кино и ТВ) в Бабельсберге.
Участник конкурсных программ 3-го Каннского кинофестиваля (1949, «Пёстроклетчатые») и Первого Московского международного кинофестиваля (1959, «Песня матросов»). Член жюри VIII Московского (1973), XI Московского (1979) и 33-го Берлинского (1983) международных кинофестивалей.
Был женат на актрисе Ивонне Мерин.

## Избранная фильмография
- 1947 — Брак в тени / Ehe im Schatten (по рассказу Ханса Швайкарта «Всё будет не так уж плохо», посвященный судьбе Й. Готтшалька)
- 1949 — Пёстроклетчатые / Die Buntkarierten
- 1950 — Совет богов / Der Rat der Gotter
- 1954 — Эрнст Тельман — сын своего класса / Ernst Thalmann — Sohn seiner Klasse
- 1955 — Эрнст Тельман — вождь своего класса / Ernst Thalmann — Fuhrer seiner Klasse
- 1956 — Дворцы и хижины / Schlosser und Katen
- 1957 — Не забудьте мою Траудель / Vergeßt mir meine Traudel nicht
- 1958 — Песня матросов / Das Lied der Matrosen (совместно с Гюнтером Райшем)
- 1960 — Безмолвная звезда / Der Schweigende Stern (по роману Станислава Лема «Астронавты», совместно с Польшей)
- 1960 — Любовь в сентябре / Septemberliebe
- 1961 — Сон капитана Лоя / Der Traum des Hauptmann Loy
- 1963 — У французских каминов / An franzosischen Kaminen
- 1964 — Прелюдия 11 / Preludio 11 (совместно с Кубой)
- 1965 — Я — кролик / Das Kaninchen bin ich (по роману Манфреда Билера)
- 1967 — Девушка на трамплине / Das Madchen auf dem Brett
- 1967 — Знамя Кривого Рога / Die Fahne von Kriwoj Rog
- 1972 — Голова Януса / Januskopf
- 1976 — Мужчина против мужчины / Mann gegen Mann (в советском прокате — «Один на один»)

## Награды
- 1949 — приз Кинофестиваля в Карловых Варах («Совет богов»)
- 1949 — Национальная премия ГДР
- 1950 — Национальная премия ГДР
- 1954 — приз Кинофестиваля в Карловых Варах («Эрнст Тельман — сын своего класса»)
- 1954 — Национальная премия ГДР
- 1959 — Национальная премия ГДР
- 1968 — Национальная премия ГДР